# Jordan EJ11
Jordan EJ11 je Jordanov dirkalnik Formule 1 za sezono 2001, dirkači pa so bili Jarno Trulli, Heinz-Harald Frentzen, Ricardo Zonta in Jean Alesi, zadnji trije so se menjavali. Najbolje je sezono začel Frentzen, ki je dosegel peto mesto na prvi dirki sezone za Veliko nagrado Avstralije in četrto mesto na drugi dirki sezone za Veliko nagrado Malezije. Na tretji dirki sezone za Veliko nagrado Brazilije je točke s petim mestom osvojil še Trulli, na četrti dirki sezone za Veliko nagrado San Marina pa oba s petim in šestim mestom. S četrtim mestom na peti dirki sezone za Veliko nagrado Španije pa je Trulli končal odlično serijo rezultatov Jordana. V preostalem delu sezone je moštvo točke osvojilo še trikrat, Trulli s četrtim mestom na dirki za Veliko nagrado ZDA in petim mestom na dirki za Veliko nagrado Francije, Alesi pa s šestim mestom na dirki za Veliko nagrado Belgije. To je moštvu prineslo peto mesto v konstruktorskem prvenstvu z devetnajstimi točkami.

## Popolni rezultati Formule 1
(legenda) (odebeljene dirke pomenijo najboljši štartni položaj, poševne pa najhitrejši krog)
| Leto | Moštvo | Motor     | Gume | Dirkači               | 1   | 2   | 3   | 4   | 5   | 6   | 7   | 8   | 9   | 10  | 11  | 12  | 13  | 14  | 15  | 16  | 17  | Toč | Prv |
| ---- | ------ | --------- | ---- | --------------------- | --- | --- | --- | --- | --- | --- | --- | --- | --- | --- | --- | --- | --- | --- | --- | --- | --- | --- | --- |
| 2001 | Jordan | Honda V10 | B    |                       | AVS | MAL | BRA | SMR | ŠPA | AVT | MON | KAN | EU  | FRA | VB  | NEM | MAD | BEL | ITA | ZDA | JAP | 19  | 5.  |
| 2001 | Jordan | Honda V10 | B    | Heinz-Harald Frentzen | 5   | 4   | 11  | 6   | Ret | Ret | Ret | Inj | Ret | 8   | 7   |     |     |     |     |     |     | 19  | 5.  |
| 2001 | Jordan | Honda V10 | B    | Ricardo Zonta         |     |     |     |     |     |     |     | 7   |     |     |     | Ret |     |     |     |     |     | 19  | 5.  |
| 2001 | Jordan | Honda V10 | B    | Jean Alesi            |     |     |     |     |     |     |     |     |     |     |     |     | 10  | 6   | 8   | 7   | Ret | 19  | 5.  |
| 2001 | Jordan | Honda V10 | B    | Jarno Trulli          | Ret | 8   | 5   | 5   | 4   | DSQ | Ret | 11  | Ret | 5   | Ret | Ret | Ret | Ret | Ret | 4   | 8   | 19  | 5.  |